# بورت ليلا (مترو باريس)
بورت ليلا (بالفرنسية: Porte des Lilas)‏ هي محطة مترو تابعة لمترو باريس تقع في فرنسا في الدائرة التاسعة عشرة في باريس.[بحاجة لمصدر]